# ییکو
ییکو (به چکی: Jíkev) یک منطقهٔ مسکونی در جمهوری چک است که در ناحیه نیمبورک واقع شده‌است.